# Acrapex punctosa
Acrapex punctosa är en fjärilsart som beskrevs av Emilio Berio 1973. Acrapex punctosa ingår i släktet Acrapex och familjen nattflyn. Inga underarter finns listade i Catalogue of Life.